# Spiny
Spiny is een personage uit de Mario-reeks.

## Karakteromschrijving
Spiny is een Koopa Troopa, maar er zijn veel verschillen. Spiny is kleiner dan een Koopa, heeft een rood schild en heeft daar scherpe punten op. Hij maakte zijn debuut in Super Mario Bros., waarin hij een vijand was. Spiny is nooit een vriend van Mario geweest. Hij wordt vaak door Lakitu naar beneden gegooid, en daarmee hoopt Lakitu Mario te raken. Maar Spiny wordt niet altijd door Lakitu naar beneden gegooid. Spiny komt na Super Mario Bros voor in Super Mario World, Super Mario 64, Paper Mario, Super Mario 64 DS, New Super Mario Bros., New Super Mario Bros. en Super Mario Galaxy 2.